# Daniel Evuy
Daniel Vázquez Evuy, meglio noto come Evuy (Madrid, 11 marzo 1985), è un ex calciatore spagnolo naturalizzato equatoguineano, di ruolo difensore.